# Гроші (комуна)
Гроші (рум. Groși) — комуна у повіті Марамуреш в Румунії. До складу комуни входять такі села (дані про населення за 2002 рік):
- Гроші (1191 особа) — адміністративний центр комуни
- Околіш (506 осіб)
- Сату-Ноу-де-Жос (836 осіб)

Комуна розташована на відстані 402 км на північний захід від Бухареста, 5 км на південь від Бая-Маре, 93 км на північ від Клуж-Напоки.

## Населення
За даними перепису населення 2002 року у комуні проживали 2533 особи.
Національний склад населення комуни:
| Національність | Кількість осіб | Відсоток |
| -------------- | -------------- | -------- |
| румуни         | 2508           | 99,0%    |
| угорці         | 24             | 0,9%     |
| українці       | 1              | < 0,1%   |

Рідною мовою назвали:
| Мова      | Кількість осіб | Відсоток |
| --------- | -------------- | -------- |
| румунська | 2513           | 99,2%    |
| угорська  | 20             | 0,8%     |

Склад населення комуни за віросповіданням:
| Релігія        | Кількість осіб | Відсоток |
| -------------- | -------------- | -------- |
| православні    | 2268           | 89,5%    |
| греко-католики | 33             | 1,3%     |
| римо-католики  | 16             | 0,6%     |
| реформати      | 11             | 0,4%     |
| п'ятдесятники  | 11             | 0,4%     |
| баптисти       | 2              | 0,1%     |